# غازي فلاح
غازي وليد فلاح هو جغرافي وأكاديمي فلسطيني معروف بأبحاثه في مجالات الجغرافيا البشرية والجغرافيا السياسية والتخطيط الحضري، مع التركيز بشكل خاص على الشرق الأوسط، وبشكل أكثر تحديدًا، فلسطين وإسرائيل.

غالبًا ما تستكشف أبحاث فلاح القضايا المتعلقة بالصراع الإسرائيلي الفلسطيني، والجغرافيا السياسية، والتنمية الحضرية، واستخدام الأراضي في المنطقة.

## سيرة شخصية

### السنوات المبكرة
ولد غازي وليد فلاح في قرية فلاحات البطوف في الجليل الفلسطيني . حصل على البكالوريوس والماجستير من الجامعة العبرية في القدس والدكتوراه في الجغرافيا من جامعة دورهام . بعد حصوله على الدكتوراه عام 1982، قام الدكتور فلاح بتدريس الجغرافيا لفترة قصيرة في جامعة تل أبيب وجامعة النجاح والخليل .
في عام 1987، أسس مركز الجليل للأبحاث الاجتماعية في الناصرة ، وهو معهد أبحاث يركز على المجتمعات العربية التي تعيش في إسرائيل، وشغل منصب مديره التنفيذي الأول حتى انتقاله إلى أمريكا الشمالية في عام 1991. هناك تم تعيينه باحثًا في برنامج فولبرايت وأستاذًا مشاركًا زائرًا للجغرافيا في جامعة شمال أيوا.

### كندا
وفي عام 1993، هاجر فلاح إلى كندا وأصبح فيما بعد مواطنًا كنديًا. بدأ فصلاً جديدًا في مسيرته الأكاديمية في تورنتو بمنحة من مؤسسة ماك آرثر ، وكان مقره في جامعة تورنتو كأستاذ مشارك زائر في قسم الجغرافيا والتخطيط. خلال تلك الفترة نفسها، كان أيضًا باحثًا زائرًا لمدة خمسة أشهر في جامعة باريس، السوربون ، بدعم من منحة بحثية فرنسية من CNRS. وقد شملت أبحاثه دراسات حول التوزيع التفاضلي للمرافق في المناطق اليهودية والعربية الإسرائيلية.
انضم إلى مركز جامعة تورنتو للدراسات الحضرية والمجتمعية في عام 1995 كباحث مشارك، وبقي هناك حتى عام 2001. أثناء عمله على أبحاثه في تورونتو، عمل فلاح أيضًا في الفترة 1995-1997 كمحاضر في جامعة ويلز، لامبيتر ، وهو مركز للدراسات حول العالم الإسلامي. عاد بعد ذلك إلى الولايات المتحدة، وقبل منصبًا في قسم الجغرافيا والتخطيط بجامعة أكرون في أوهايو.

### الاعتقال والإفراج
وقد احتُجز لأكثر من ثلاثة أسابيع في سجن إسرائيلي بعد اعتقاله للاشتباه في قيامه بالتجسس في 8 يوليو / تموز 2006 أثناء قيامه بجولة بالقرب من الحدود اللبنانية. تم الاعتقال قبل أسبوع واحد من الصراع الإسرائيلي اللبناني عام 2006 . وقد مُنع من الاتصال بمحام طوال الأيام الثمانية عشر الأولى من اعتقاله.
وفي 30 يوليو/تموز 2006، أطلق جهاز الأمن الإسرائيلي "الشاباك" والشرطة الإسرائيلية سراح الدكتور فلاح دون توجيه اتهامات إليه.

### أنشطة حالية
في السنوات الأخيرة، وسع غازي فلاح اهتماماته لتشمل جغرافية الإعلام، مع التركيز على تمثيل العرب والمسلمين في الصحف اليومية في الولايات المتحدة. وتشمل زياراته المهنية إلى الدول العربية والإسلامية مصر والأردن والمغرب وتونس ولبنان. وسوريا والإمارات والكويت والبحرين وعمان وإيران.
في الوقت الحاضر، غازي فلاح هو أستاذ دائم في جامعة أكرون ويشارك في الأبحاث حول العلاقات الثنائية الأمريكية مع العالم العربي. ويرتكز هذا المشروع الجديد على استطلاع واسع لآراء الطلاب تم إجراؤه في الجامعات في لبنان والكويت .